# John Sinclair (dichter)

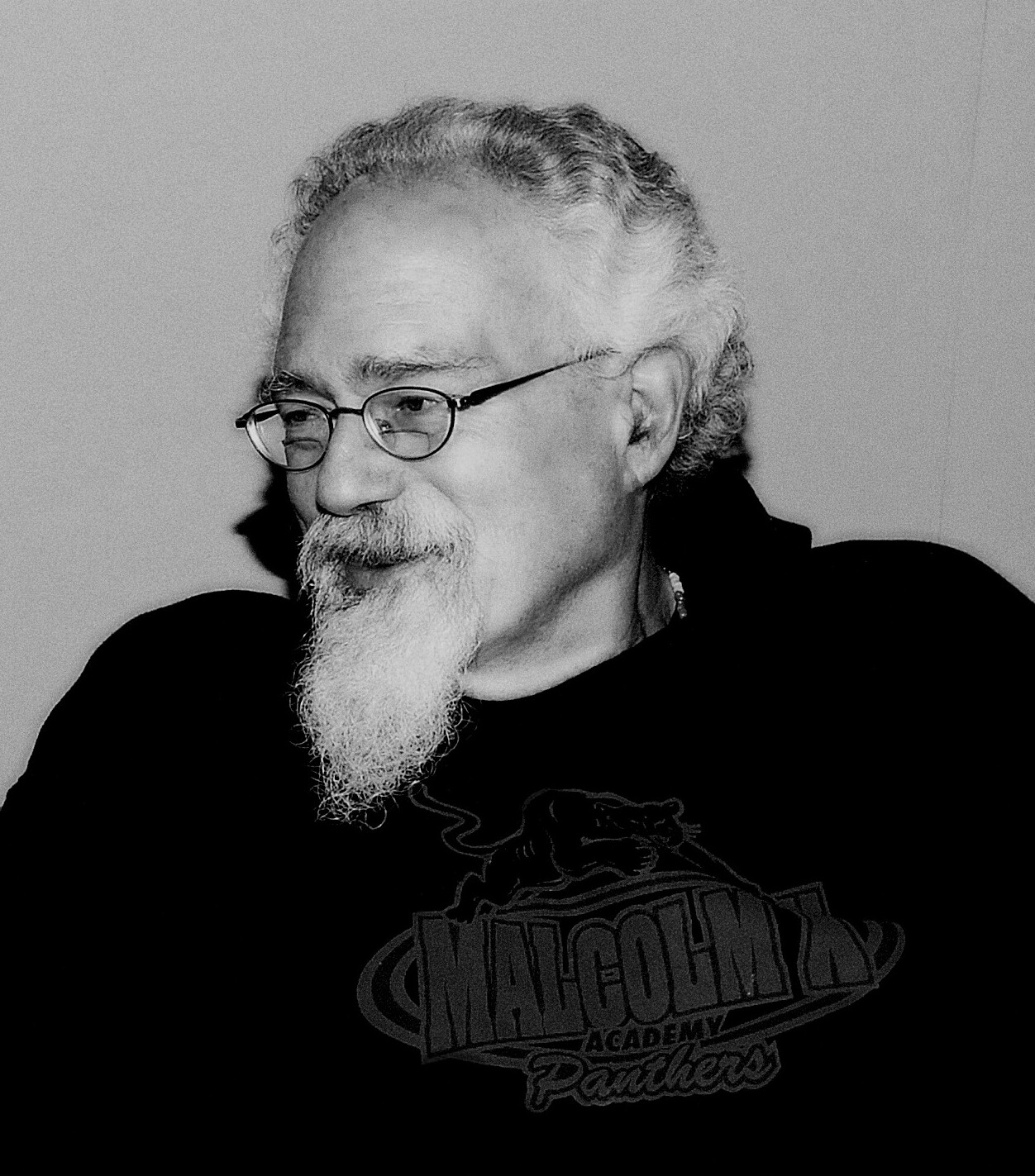
John Sinclair

John Sinclair (Flint (Michigan), 2 oktober 1941 – Detroit (Michigan), 2 april 2024) was een Amerikaanse dichter, schrijver, politiek activist, radiomaker, en blues- en jazzkenner.
John Sinclair raakte in het begin van de jaren zestig onder invloed van jazz en beatpoëzie, en begon in die jaren zijn lange carrière als dichter en muziekkenner. Tijdens zijn studie Engelse taal- en letterkunde aan de Wayne State University in Detroit werkte hij aan een proefschrift gewijd aan Naked Lunch van William S. Burroughs, maar hij maakte zijn studie niet af. Samen met zijn latere vrouw, de Oost-Duitse Leni Arndt, liet hij de universiteit voor wat die was en startte hij de Detroit Artists' Workshop, een radicaal kunstenaarscollectief dat zijn werk in dienst stelde van een "total assault on the culture".

## The White Panther Party
Uit de Detroit Artists' Workshop ontstond in 1967 het collectief Trans-Love Energies Unlimited, dat in 1968 naar Ann Arbor verhuisde na twee bomaanslagen op hun commune. Daar groeide het collectief uit tot de White Panther Party, die qua organisatie de Black Panther Party als voorbeeld nam. Sinclair was toen al enkele malen gearresteerd voor het bezit van cannabis en had al een reputatie opgebouwd als linkse activist.

## The MC5
In 1967 kwam Sinclair in contact met The MC5, een rockband uit een arbeiderswijk van Detroit en trad sinds die tijd op als manager van de band. Onder zijn leiding groeide The MC5 uit tot een bekende rockgroep in de Verenigde Staten. The MC5 verhuisde mee naar Ann Arbor en werd, samen met grafisch ontwerper Gary Grimshaw het gezicht van de White Panther Party. Sinclair was vanwege zijn politieke activiteiten en grote aanhang bij jongeren een doorn in het oog van de overheid en in 1969 lokte een undercoveragent hem in de val door twee joints van hem te kopen. Sinclair werd veroordeeld tot 9 1/2 tot 10 jaar cel.

## The John Sinclair Freedom Rally
Na twee jaar in de gevangenis te hebben doorgebracht, werd hij vrijgelaten omdat de wet op het bezit van cannabis inmiddels was versoepeld. Directe aanleiding tot die wetswijziging was de "John Sinclair Freedom Rally" van 1971, een protestbijeenkomst waar vele bekende muzikanten en dichters de vrijlating van Sinclair en versoepeling van de wet op cannabisbezit bepleitten, waaronder Allen Ginsberg en Stevie Wonder. John Lennon schreef een protestlied voor John Sinclair en trad, samen met Yoko Ono op op de bijeenkomst. 

## Blues and Jazz
Na zijn vrijlating begon Sinclair in de vroege jaren zeventig met de organisatie van het Ann Arbor Blues and Jazz Festival, dat al snel uitgroeide tot een grootschalig evenement. In 1974 ging het festival echter failliet en een jaar later trokken de John en Leni Sinclair en hun twee dochters terug naar Detroit. John Sinclair was daar actief als radiomaker, schrijver, en artistiek leider van verscheidene culturele organisaties.

## John Sinclair in Amsterdam
Na het vertrek van de auto-industrie uit Detroit verpauperde de stad en uiteindelijk verhuisde Sinclair naar New Orleans, waar hij in zijn levensonderhoud voorzag als radiomaker, journalist, en performer. Nadat hij in 1998 voor het eerst Nederland bezocht op uitnodiging van de Rotterdamse kunstenaars Ben Schot en Ronald Cornelissen, die een programma samenstelden over de radicale tegencultuur van Detroit, woonde Sinclair beurtelings in Amsterdam en de Verenigde Staten. In Amsterdam richtte hij in 2005 een internet radiostation genaamd Radio Free Amsterdam dat, naast andere programma's, een wekelijkse uitzending had van de John Sinclair Radio Show. Het station verzorgt ook wekelijks uitzendingen voor Wereld FM in Amsterdam. Sinclair trad regelmatig op met de Rotterdamse muzikant Mark Ritsema. In samenwerking met het bedrijf Ceres Seeds uit Amsterdam heeft Sinclair tussen 2009 en 2011 een serie cannabis zaadsoorten ontwikkeld. Deze soorten zijn in 2011 uitgebracht onder de naam John Sinclair Seeds.
Sinclair overleed op 2 april 2024 op 82-jarige leeftijd aan hartfalen.

## Discografie
Door de jaren heen heeft John Sinclair diverse van zijn gedichten en essays op plaat gezet, hierbij werden door jazz en blues musici psychedelische soundscapes gecreëerd waarover hij zijn werk voor kon dragen:
- John Sinclair & Ed Moss with his Society Jazz Orchestra - If I Could Be With You  (1994)
- John Sinclair & Monster Island - Full Moon Night (1994)
- John Sinclair & His Blues Scholars - Full Circle  (1996)
- John Sinclair - V.1 Thelonious:A Book Of Monk  (1996)
- John Sinclair & His Blues Scholars - White Buffalow Prayer - Life radio - (1997)
- John Sinclair & His Boston Blues Scholars - Steady Rollin' Man: Live  (2001)
- John Sinclair & His Blues Scholars - Fattening Frogs For Snakes - Volume One: The Delta Sound  (2002)
- John Sinclair & Monster Island - PeyoteMind (2002)
- John Sinclair - Fattening Frogs For Snakes - Volume Two: Country Blues  (2005)
- John Sinclair & His Motor City Blues Scholars - Detroit Life (2008)
- John Sinclair & Planet D Nonet - Viper Madness (2010)
- John Sinclair & His International Blues Scholars - Let's Go Get 'Em  (2011)
- John Sinclair & Beatnik Youth - Beatnik Youth  (2012)
- John Sinclair - Conspiracy Theory  (2012)
- John Sinclair - Viperism  (2012)